# تيوي
التّيوي (الاسم العلمي: Prosthemadera novaeseelandiae)، نوع من طيور نيوزيلندا الجميلة المغردة وهي من آكلات العسل، ويصل طولها إلى حوالي 30سم، ويُشبه طائر الزرزور. وللطائر ريش أخضر ذو انعكاسات أرجوانية كما توجد خصلتان من الريش الأبيض الدائري أسفل الحلقوم الأسْود. وتأكل هذه الطيور الفواكه، والحشرات، والرحيق من الغابات كما تزور أيضا مناطق الضواحي بحثًا عن الغذاء. ويعد التيوي مقلداً ممتازًا للطيور الأخرى.